# Giovanni d'Enrico

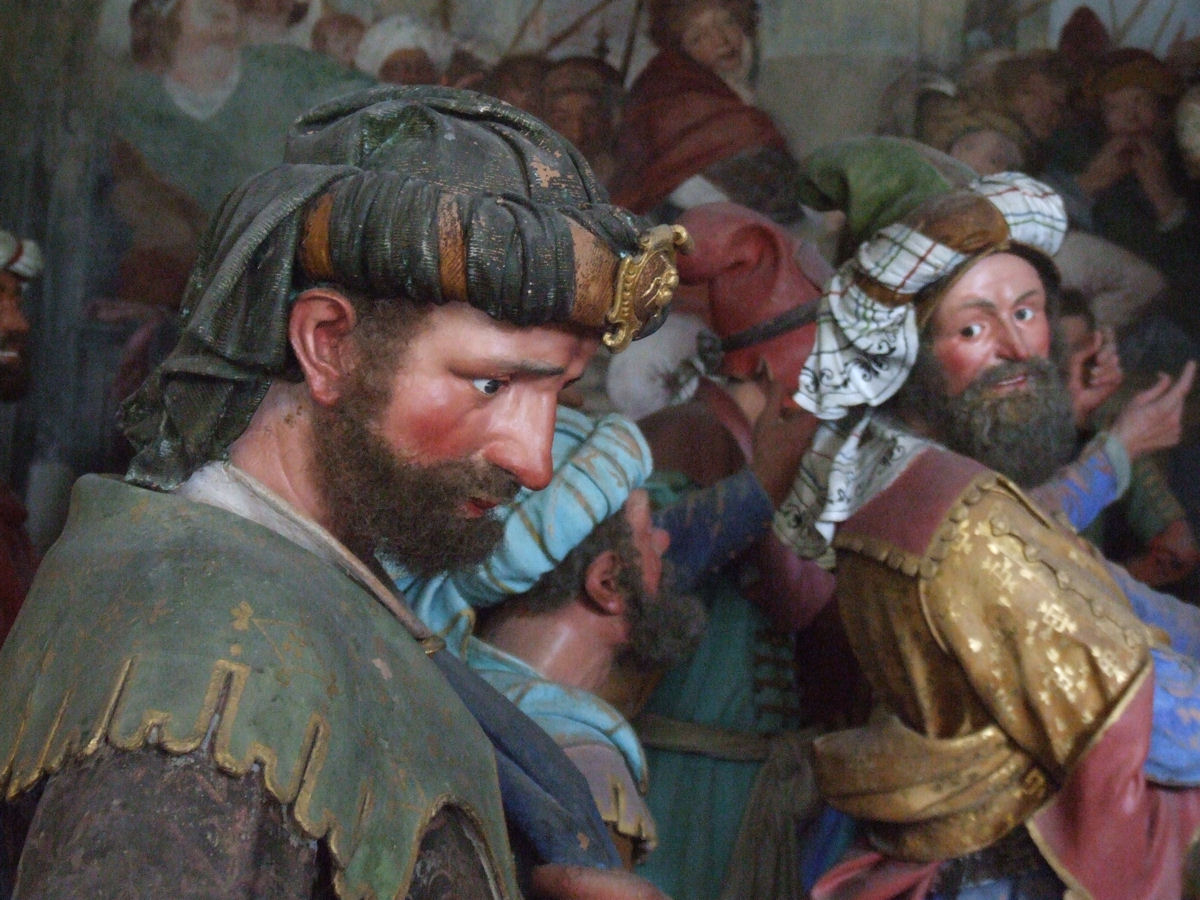
Cristo condannato a morte,
terracotta policroma, ca. 1610, Cappella XXXV (part.).
Nel riquadro a lato: dettaglio della statua di un fariseo

Giovanni d'Enrico (Alagna Valsesia, 1559 – Borgosesia, 7 febbraio 1644) è stato un architetto e scultore italiano, fratello più anziano di Antonio d'Enrico detto Tanzio da Varallo. Si distinse principalmente nella edificazione del Sacro Monte di Varallo.

## Biografia
La carriera artistica di Giovanni d'Enrico si svolse per la massima parte presso il Sacro Monte di Varallo, ove operò ininterrottamente per circa quarant'anni.
Pochissimo si conosce sul suo apprendistato: nato nel 1559 (se si deve prestar fede al registro parrocchiale di Borgosesia che ne stabilisce la scomparsa nel 1644, all'età di 85 anni), si dovette presto affiancare al più anziano fratello Enrico in attività di progettazione edilizia, religiosa e civile.
Il suo esordio al Sacro Monte, assieme ad Enrico, avviene nel 1586 con la costruzione della cappella della Strage degli Innocenti. Nel 1601, quando gli venne affidata la realizzazione del coro della parrocchiale di Roccapietra (frazione di Varallo), era ormai un maestro costruttore affermato. 
Decisivo fu poi, come architetto, il contributo che, a Varallo, egli diede alla edificazione della "Nuova Gerusalemme": nel 1614 elaborò - a partire dall'ambizioso piano concepito mezzo secolo prima da Galeazzo Alessi - un nuovo progetto per la spianata del Monte, con il disegno delle cappelle che compongono la Piazza dei Tribunali ed approntò i disegni con i quali si diede avvio alla costruzione della basilica.
Rimane inspiegabile, sulla base della scarsa documentazione disponibile, come un maestro costruttore proveniente da Alagna, rimanendo nella dimensione provinciale della Valsesia, abbia potuto acquisire le competenze per lo sviluppo di progetti tanto raffinati e complessi.
Altrettanto poco si sa su come egli sia riuscito a sviluppare il suo talento di scultore, o meglio di "plasticatore" in terracotta. 
Si è congetturato che - in conformità con una tradizione radicata in Valsesia - le sue prime esperienze giovanili dovettero essere nel campo della scultura lignea, e si è ipotizzato che l'apprendimento dell'arte di realizzare figure in terracotta risalga ai tempi della edificazione della cappella della Strage a fianco di Michele Prestinari. Se quest'ultima ipotesi è vera, occorre dire che l'allievo superò presto il maestro (lo storico Testori arriva a pensare che alcuni dei brani migliori della cappella siano già di mano di Giovanni).
L'altra ipotesi, di un alunnato presso Jan Wespin, detto il Tabacchetti fu precocemente sostenuta, nel 1671, da Giovanni Battista Fassola che definì Giovanni d'Enrico "statuario valsesiano, allievo del Tabacchetti e del proprio ingegno, che da se stesso divenne insigne virtuoso, lavorando se non sopra il Sacro Monte".
Ridimensionato - per ragioni anagrafiche e stilistiche - il ruolo di Tabacchetti, si deve ammettere lo sviluppo autonomo, frutto del suo ingegno, di un linguaggio artistico incentrato su uno straordinario realismo e su un forte senso della teatralità. Certamente dovette meditare a fondo la lezione che Gaudenzio Ferrari aveva lasciato sul Monte, ma anche nella grande parete affrescata nella chiesa di Santa Maria delle Grazie a Varallo ove le scene della Vita di Cristo sembrano voler suggerire la scenografia del percorso devozionale da edificare sul Monte.
Giovanni d'Enrico ebbe un ruolo di assoluto rilievo nello sviluppo artistico della "Nuova Gerusalemme", sapendo interpretare al meglio le direttive post tridentine sulla funzione educatrice dell'arte dettate dal vescovo di Novara Carlo Bascapè e dai suoi successori. Il popolo delle sue statue si dispiega in una ventina di cappelle, alcune affollatissime. 
Di particolare effetto scenico sono quelle (Gesù al tribunale di Pilato, Gesù davanti ad Erode, Pilato si lava le mani) realizzate con la collaborazione, per la parte pittorica, del fratello Tanzio da Varallo.
Nell'attuazione dell'imponente lavoro di plasticatore, egli si avvalse dei contributi - oltre che dell'altro fratello, Melchiorre - della fiorente bottega che egli seppe far crescere. Tra gli allievi maggiormente dotati di talento va citato Giacomo Ferro che divenne suo stretto collaboratore.
La specializzazione nella statuaria delle sacre rappresentazioni fruttò a Giovanni commesse anche nella edificazione di altri Sacri Monti piemontesi. La comunità di Biella nel 1621 ritenne di dover coinvolgere, nella costruzione del Sacro Monte di Oropa, i plasticatori di Varallo, a condizione però che "...un di essi fratelli statuari sia Maestro Giovanni". 
Oltre che ad Oropa egli lavorò anche ai Sacri Monti di Crea e di Orta.
Nel quarto decennio del secolo fu incaricato della realizzazione di sette statue che compongono una Pietà (oggi presso il Musei della canonica del duomo di Novara), destinate ad una delle edicole del battistero di Novara.
Nel 1640 - a più di ottant'anni - si trasferì a Borgosesia, ove era impegnato nell'allestimento scultoreo (Storie della Vergine) delle cappelle di quel Sacro Monte minore che è il Santuario di Sant'Anna di Montrigone.
A Borgosesia, dopo la sua morte avvenuta nel 1644, l'attività della sua bottega fu proseguita da Giacomo Ferro.

## Galleria d'immagini

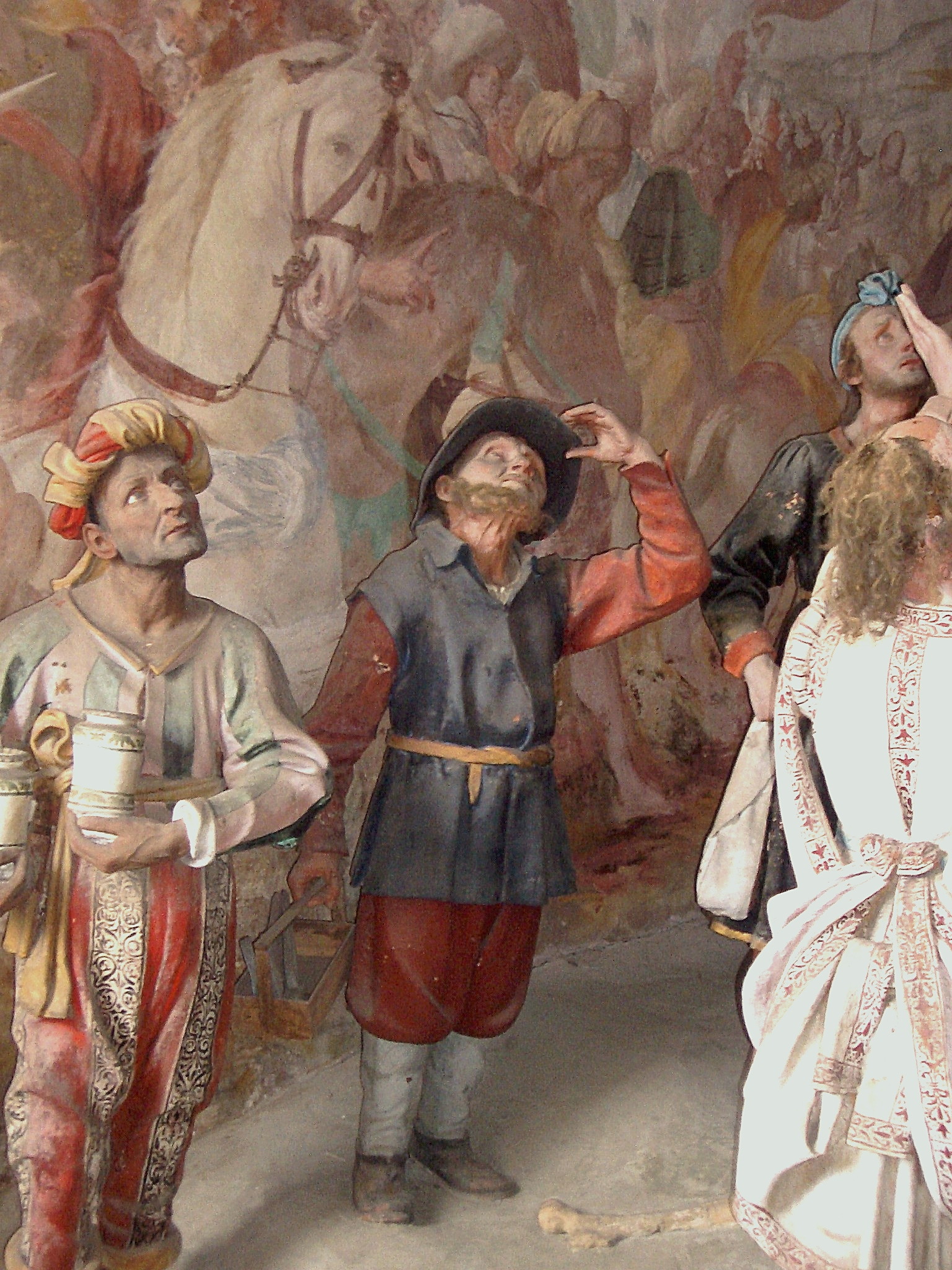
Gesù deposto dalla croce,  statua del "vecchietto" in abiti valsesiani dell'epoca, terracotta policroma, 1637-38, Sacro Monte di Varallo, Cappella XXXIX (part.)
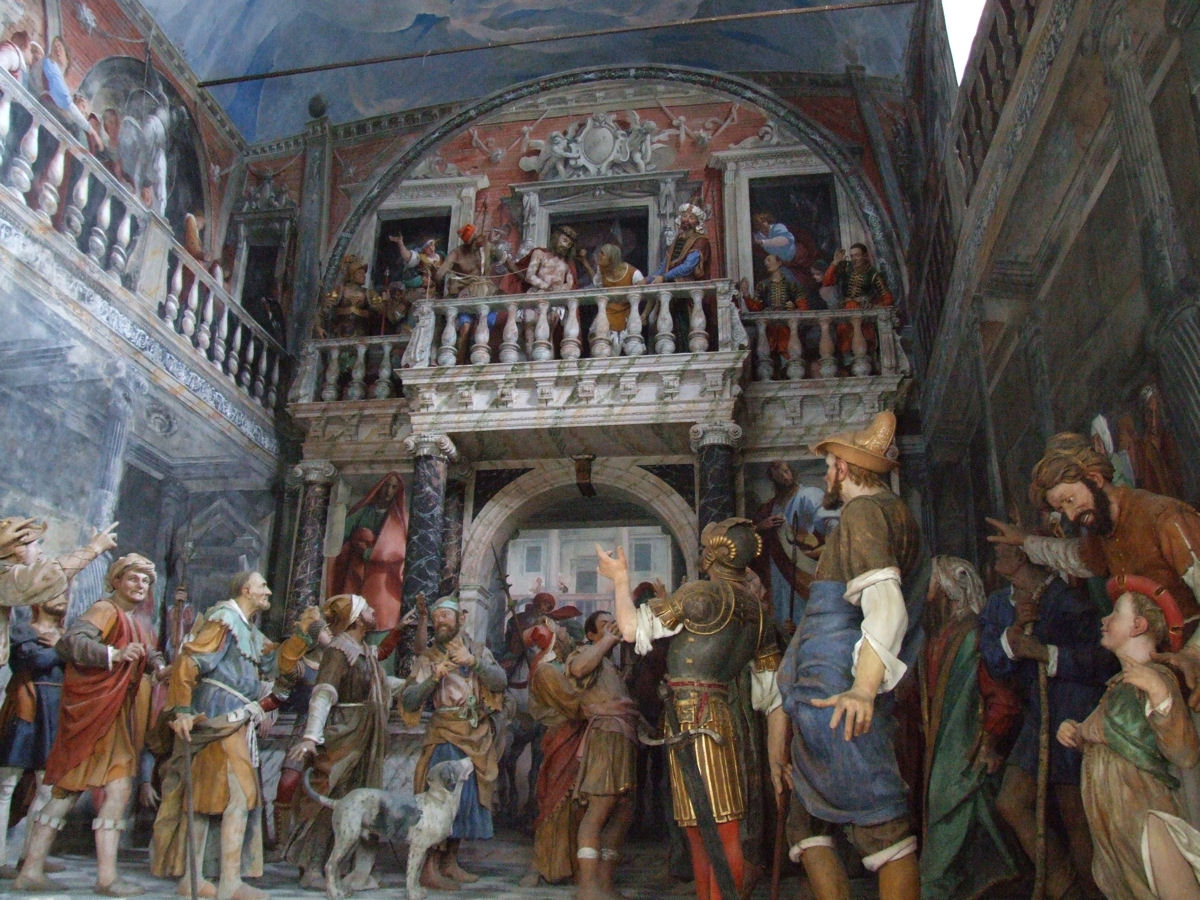
Ecce Homo, terracotta policroma, ca. 1615, Sacro Monte di Varallo, Cappella XXXIII, 1608-9
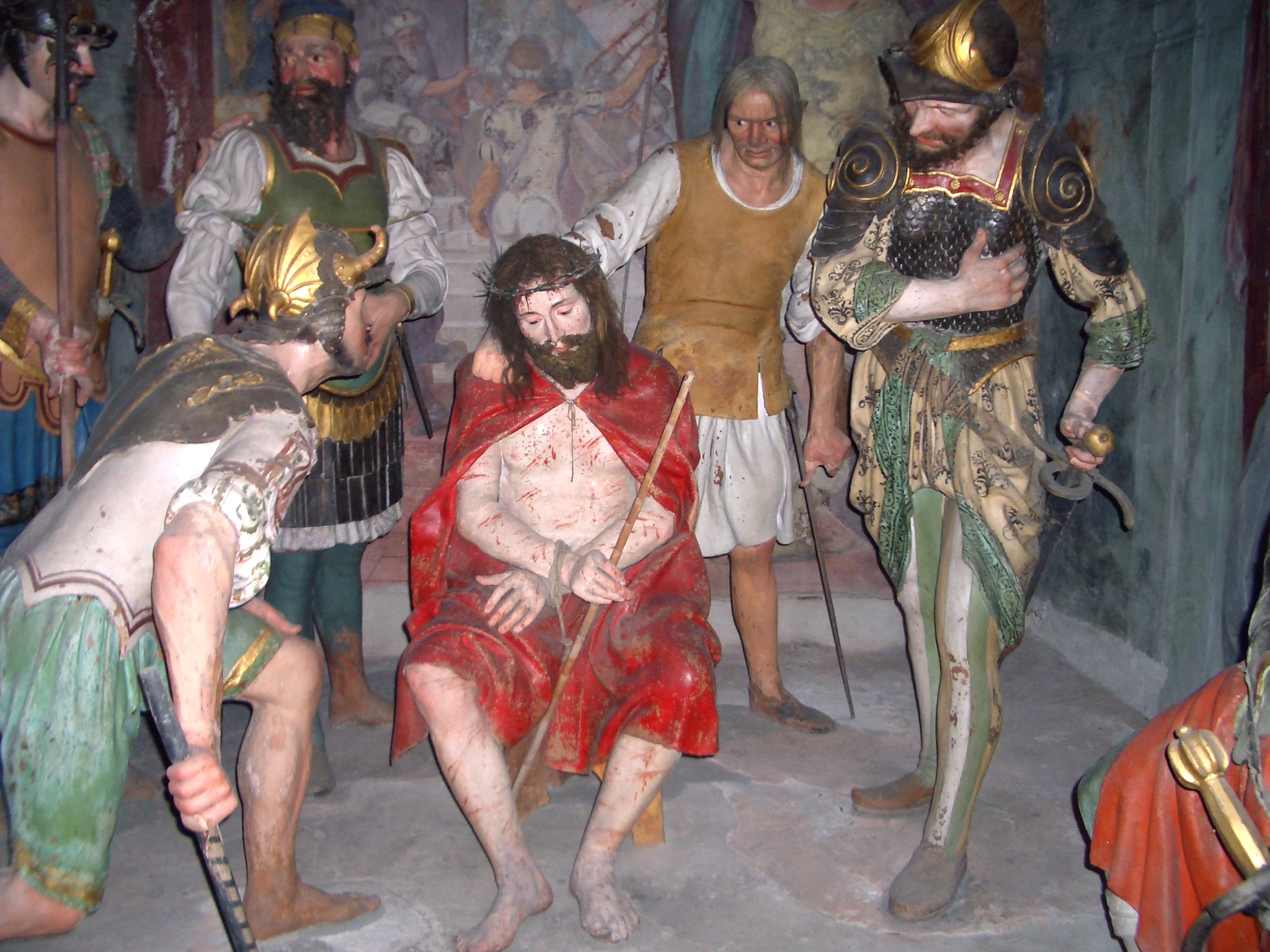
Derisione di Cristo, terracotta policroma, 1607, Sacro Monte di Varallo, Cappella XXXI (part.)
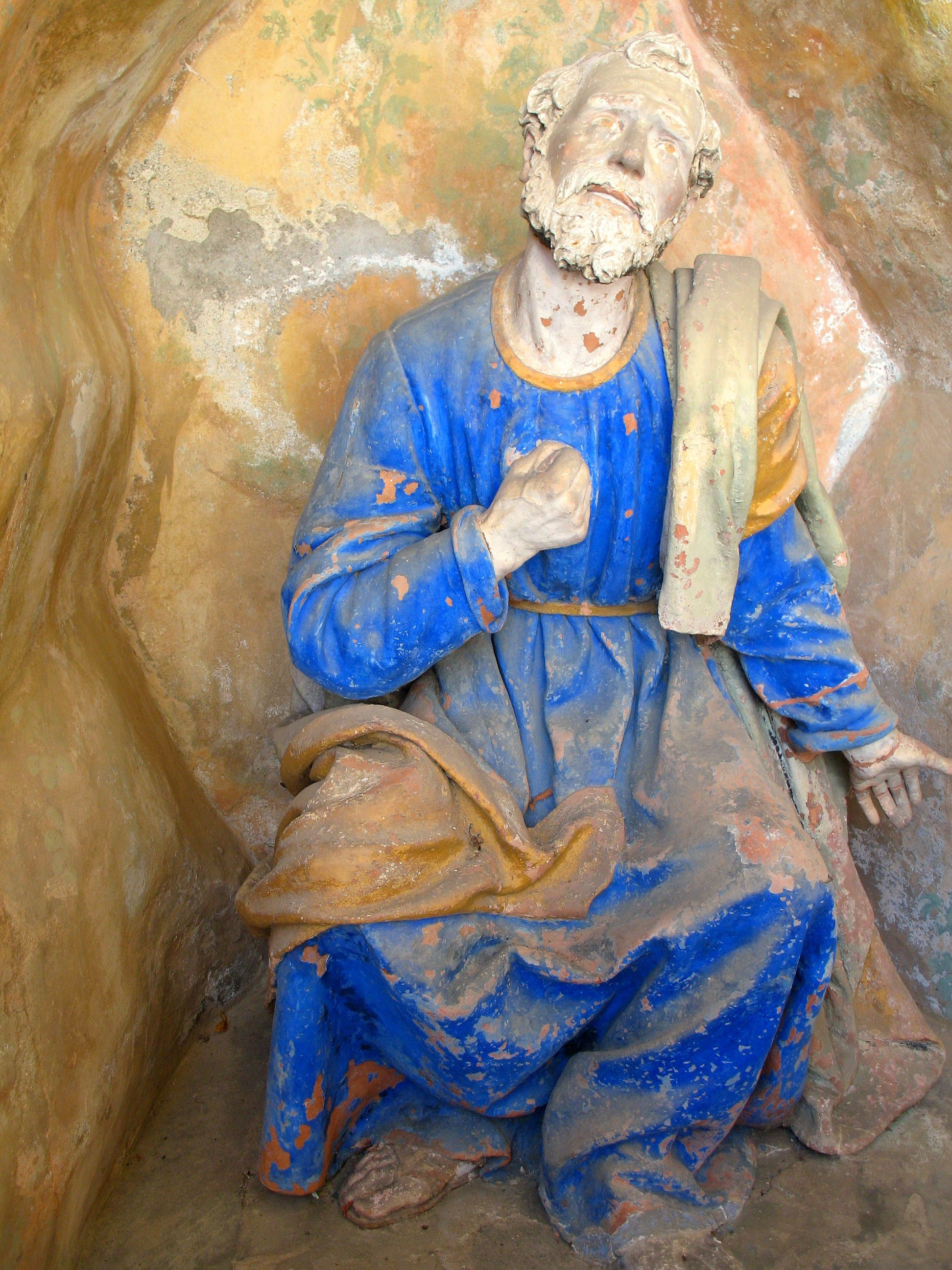
Il pentimento di san Pietro, statua in terracotta (1638-9) Sacro Monte di Varallo, Cappella XXVI